# 摩尼

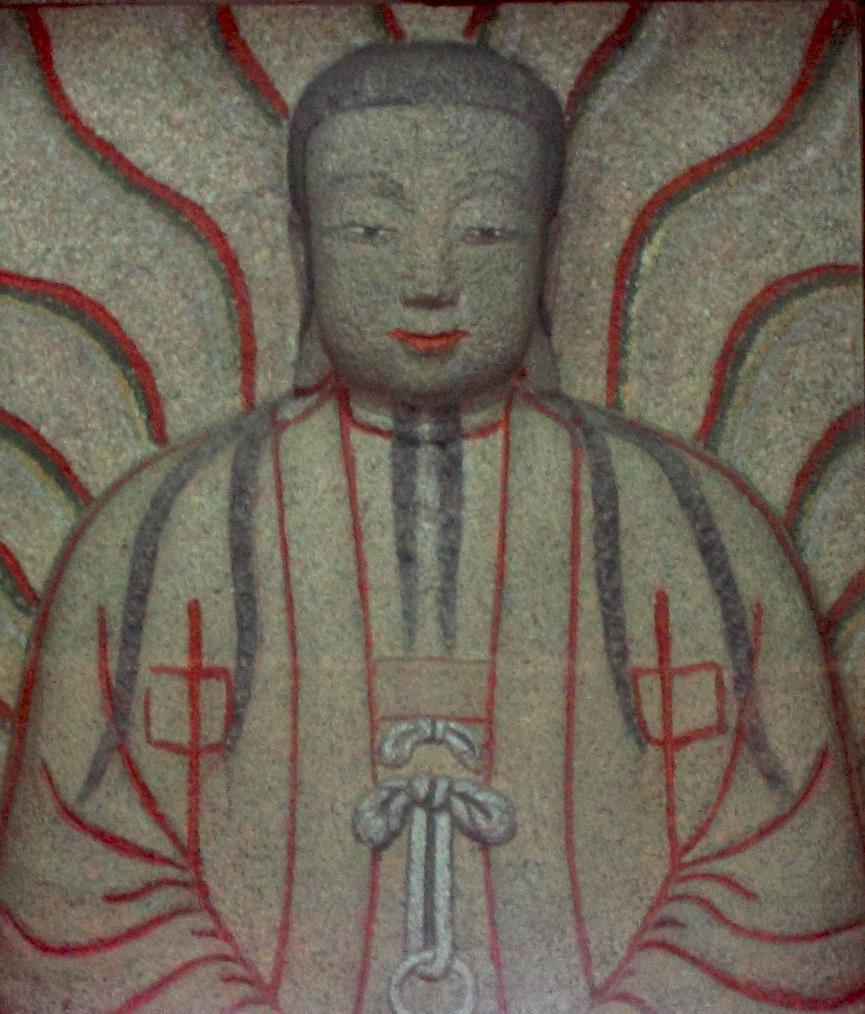
草庵内的摩尼浮雕石像

摩尼（叙利亚语： Mānī，216年—约274年），或譯牟尼，是摩尼教的创始人。他出生于波斯帝国安息王朝的巴比伦北部的玛第奴（今伊拉克境内底格里斯河畔），即美索不达米亚南部地区。其死亡日期有274年、276年和277年等几种说法。

## 家庭

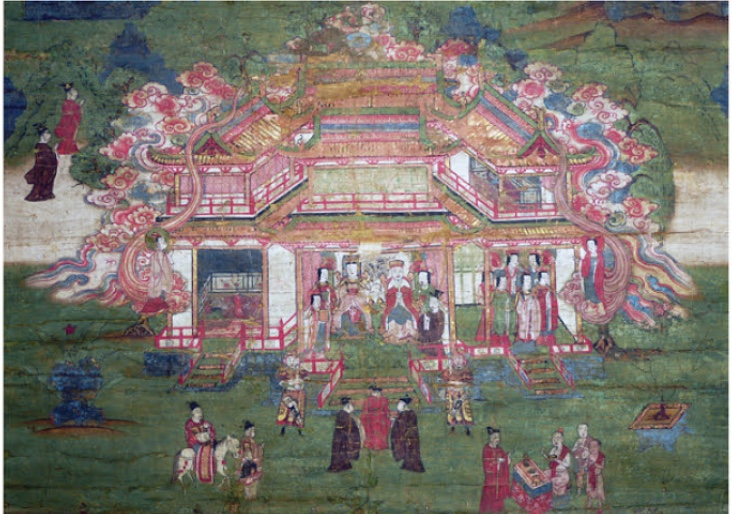
《摩尼的父母》，14-15世紀絹畫，描繪摩尼的父母端坐於一幢豪華的宅第內。

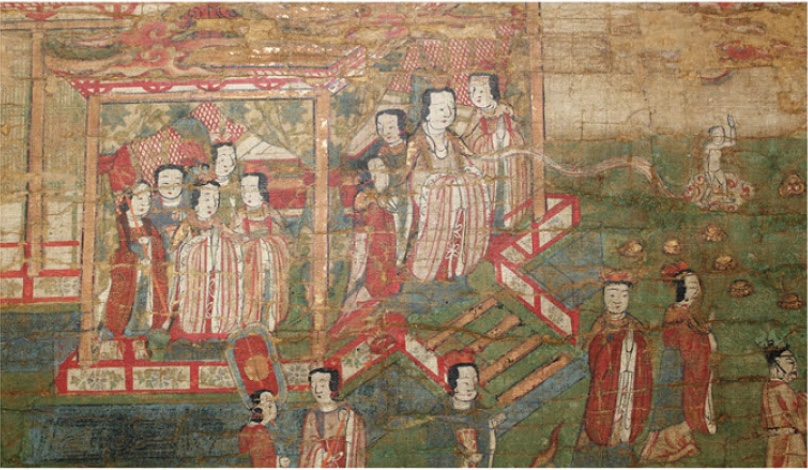
《摩尼誕生圖》細節部份，描繪摩尼從其母親胸前降生的場景。

摩尼之父名为帕提格（英語：Pātik）（跋帝），其母名为玛利亚（满艳）。《摩尼光佛教法仪略》中称“摩尼光佛诞苏邻国跋帝王宫，金萨健种夫人满艳之所生也。”“金萨健”为家族名，与波斯安息王室有亲戚关系，在4世纪的亚美尼亚历史中常常被提及。至于“王宫”等用词当为受佛教影响。
奈迪木的《群书类述》中记载了摩尼的父母、出生与童年、少年时的主要情况。帕提格原住哈马丹，后来迁徙到巴比伦，定居于泰西封。有一天，帕提格像往常一样去一座拜偶像者的寺庙做礼拜时，听到一个响亮的声音对他说话，告诫他禁绝饮酒、食肉和情欲。这神谕持续了三天，于是他加入了净洗派。净洗派亦称穆格塔希拉派（阿拉伯語：al-Mugtasila）、厄勒克塞派，属于受犹太教影响的基督教异端。此时，他的妻子玛利亚正在怀孕，后于公元216年4月14日诞下摩尼。摩尼诞生时，玛利亚曾经入梦，醒来时候看见有一种力量使摩尼升天而去，过了一两天才把他送回来。当摩尼四岁时，他的父亲将摩尼带回到净洗派中去，按照这个教派的规矩来抚养他。

## 少年
摩尼自幼就在宗教上展示出了极高的天分，他能言善辩，对宗教本身具有极高的兴趣，并对净洗派的教理知识了如指掌。当他12岁时，他受到了光明王国之王的启示，那位带来启示的天使被称之为“神我”（阿拉伯語：al-Tawm），又译双生神、推茵神。“神我”告诉他：“摒弃这个教派，你不属于他们。你必须纯白无暇，不受欲望支配。不过现在还不是你显现的时机，你还太年轻。”就这样，摩尼继续了他在净洗派中的生活，然而他自视为一个孤独者，其思想不被其他人所理解。《科隆摩尼古卷》中描述：“他就像一头置身于异类之中的小羊，或者像一只小鸟与其他语言不同的鸟儿生活在一起。因为他自始至终始终暗藏着智慧与力量生活在他们当中，但却没有一个人知道他是谁，或者他受到了什么样的启示，揭示给他的是什么东西。他们只以貌取人。”虽然如此，摩尼仍然凭借着自己的天赋在净洗派中取得了极高的地位。教派长老西塔（Sita）很喜欢摩尼，将他如同儿子一般对待。有一次，他趁无人时带着摩尼去看他隐藏的秘密财富，并有意将这笔财富交给摩尼，让摩尼继承他在净洗派中的职务，但摩尼拒绝了。

## 分歧
当摩尼接受了神我的启示后，他的行为逐渐与净洗派产生了分歧。净洗派是素食者，完全以农业为生，摩尼却认为收割行为会损害植物中的光明元素，坚持以施舍的方式获得蔬菜。有一次，教派中的一个领导者迫使摩尼与其一起去干农活，却发现被镰刀割到的植物血流如注，如同一个孩童一般哀号。这使得这个领导者极为震惊，拜倒在摩尼面前。摩尼认为，仪式性地洗净食物的做法是没有必要的，因为污秽来源于人的身体本身。食物经过仪式性地洗净并不能改变物质污秽的本质。同样，仪式性地沐浴也是没有意义的，真正的纯洁是不需要通过物质性的水来洁净的。人类被囚禁在身体的臭皮囊中，无论怎样进行宗教上的清洁都没有现实中的意义。所谓的纯洁只能通过灵知（希臘語：γνώσις）来获得，这是光明与黑暗、生命与死亡、源头活水与污泥浊水的分离。

## 决裂
摩尼24岁时，他第二次接受到了来自神我的启示：“现在是你显现自己、号召其他人加入你的事业的时候了。”《科隆摩尼古卷》中记述：“当我二十四岁的时候，那一年波斯国王阿尔达希征服了哈特拉城，他的儿子沙卜尔加冕为摄政……最神圣的主……派遣我的神我前来……以这种方式，他召唤我，选择我，引导我，使我与他们分开。他把我引到一边……对我启示，我是谁，我的身体是什么，我从何路而来，我是怎样来到这个世界上的，我会成为什么人而与最优秀的人物为伍，我怎样以这个肉身而出现于世，经由哪个女人使我诞生、进入这个肉身，我由谁所生……谁是我在天之父，以何种方式我与他分离，根据他的意志被派遣降临于此，在我堕落这具肉身之前，在我陷入昏睡与陋习之前，他给我什么命令与启示，谁是我永远清醒的神我……我天父的秘密，思想和卓越，以及关于我自己；我是谁，谁是我不能分离的神我，此外，关于我的灵魂，什么是宇宙各界的灵魂，它本身是什么，它是如何形成的。除此之外，他也向我启示无限的高与无底的深……”“他教我有关那棵知识树的奥秘，就是亚当吃了它从而开了眼睛的那棵树；关于被派入到这个世界里去拣选教会的那些使徒们的奥秘……圣灵就这样启示给我一切已经存在以及将要存在之物，一切眼睛看见、耳朵听见与思想想到的东西。通过他，我学会了认识每一样事物，我通过它看到了一切，我成为一个身体与一个灵。”
经历了这种启示之后，摩尼开始公开指出净洗派的谬误。这为他赢得了少数朋友，却带来了许多敌人，其为首者就是长老西塔。在辩论中，摩尼引用净洗派创立者厄勒克塞的故事来支撑自己的观点。摩尼精通教理，具有杰出的口才，净洗派在辩论上无法击败他。摩尼不肯放弃自己的观点，净洗派因而恼羞成怒，抓住他的头发大声怒吼，企图勒死摩尼。帕提格请求他们不要对教友做出这种恶行，他们这才让摩尼离开。摩尼独自祈祷，祈求主的支持。这时候摩尼的神我又出现在他面前。摩尼向他诉说，既然他从小在这里长大的教派变成了他的敌人，他将往何处去呢？如果这些最熟悉摩尼的人都不给他余地去接受真理，这个世界及统治者们会接受摩尼吗？神我安慰摩尼说：“你被派来不仅仅是为了这个教派，而且是为了世界上的每个民族，每个学派，每个城镇和每个地区。这个希望，将通过你向世界上所有的地带和地区解释和弘扬。无数人将接受你的福音。因此，离开这里，出去游历吧。当你各处宣示我启示给你的一切时，我将作为协助者和保护者出现，我必将与你同在。不要担忧，不要悲伤。”
摩尼得到了神我的鼓励，与净洗派最终决裂，前往泰西封。净洗派的两个年轻人西门（Simeon）和阿必札却斯前来追随摩尼，成为他的助手。帕提格四处寻找摩尼，在泰西封附近的村庄里找到了他。在理解了儿子得到的启示之后，也成为了他的门徒。

## 传道

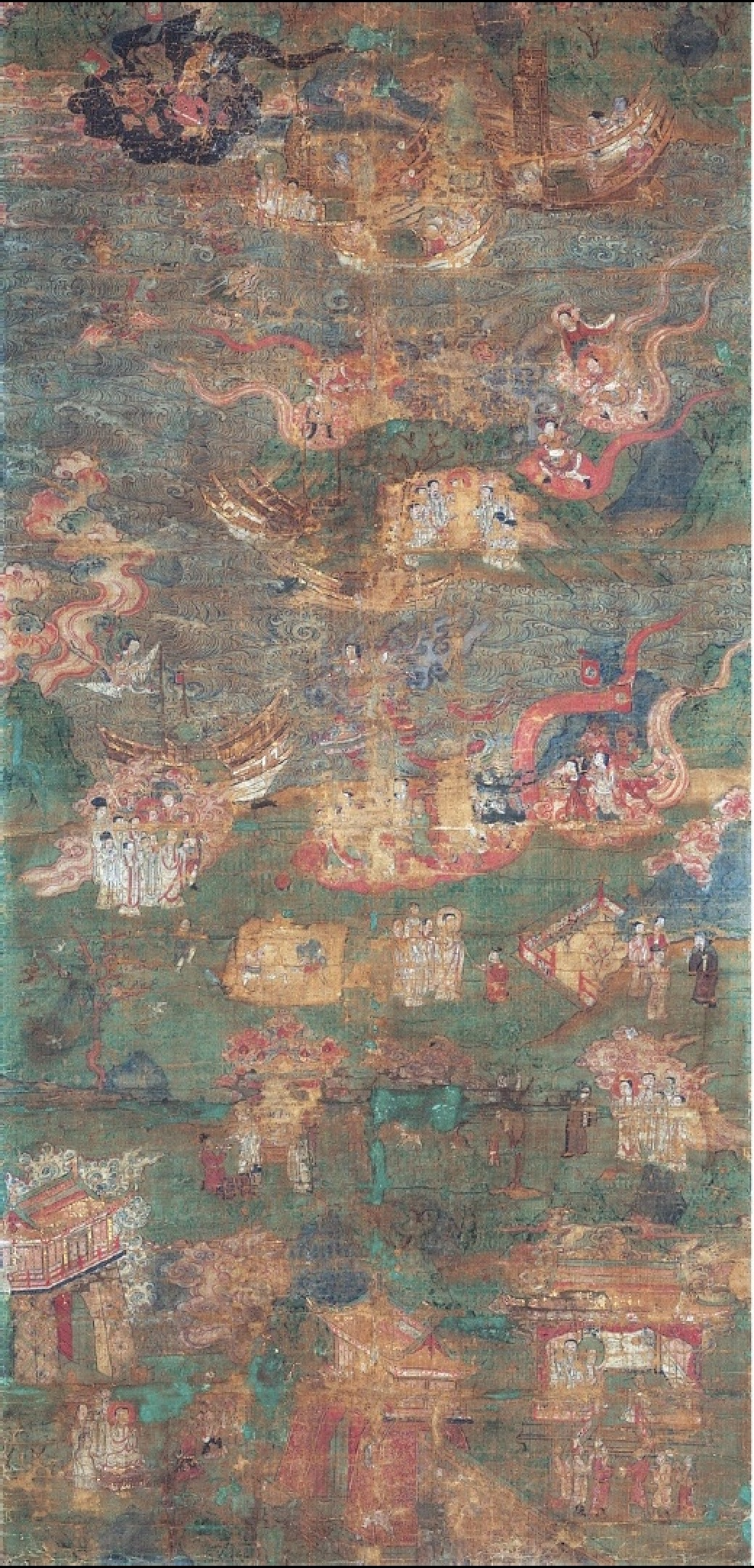
《聖者傳圖 1》，14-15世紀絹畫，描繪摩尼的傳教歷史、成果以及摩尼教會的建立。

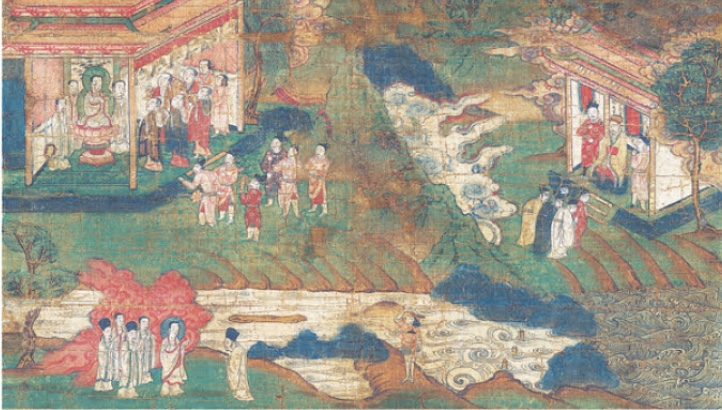
《聖者傳圖 2》，14-15世紀絹畫，描繪摩尼教團建立以後其教會的後續傳教史和發展史。

摩尼及信徒没有在泰西封活动很久，就开始向东北方进行传教活动。在冈萨克（Ganzak）发生大饥荒时，摩尼治好了一个人女儿的重病，并未索要报酬，而是仅仅要求他为摩尼的弟子们提供一天的伙食。在高山地带，摩尼遇到了一个隐士。在隐士的恳求之下，摩尼将他的思想传授给隐士，后来他与摩尼分别之后，成为希望的先驱，将真知传给百姓。日出时，摩尼来到一个地方，这个国家的国王和贵族正出来打猎。摩尼突然出现在他们面前，使他们大为吃惊。摩尼向国王解说了自己的思想，并把二宗三际论传授给他们。他们接受了摩尼所说的一切。当国王端坐在王位上时，神我突然自天而降，向摩尼走过去。国王对智慧的信念更加坚定，心甘情愿地接受了摩尼传授给他的宗教，并在全国加以宣讲。摩尼曾在杜兰（Turan）访问一位义人和国王，当场显示了自己的神力，使义人升空，并与他讨论玄学。摩尼给了国王杜兰沙洞察力与智慧，向他宣讲教义，杜兰沙也接受了这些思想和戒律，并将摩尼视为佛陀。当摩尼回到波斯以后，又派遣帕提格和约翰（Hanni）到塔布（Deb）继续传教，后来还写信给印度的门徒们。印度有不少佛教僧侣也皈依了摩尼教。
262年以前，摩尼说服了米希尼的统治者米赫尔沙改宗了摩尼教。米赫尔沙拥有一处极为精美的花园，以此为傲，并质问摩尼，在摩尼的天堂里是否有如此超凡的花园。摩尼当即有神力展示了光明的天堂，这里是众神的居所，花园里应有尽有。米赫尔沙见到此景，倒地昏迷了三小时之久。摩尼将手放在他的头上，他恢复了知觉，便拜倒在摩尼脚下，握住了摩尼的手，信奉了摩尼教。此后，摩尼求助于沙卜尔一世的兄弟卑路斯，卑路斯将他介绍给沙卜尔。当摩尼出现时，他的肩上有两道灯光一样的光芒，这给沙卜尔留下了深刻的印象，并对摩尼敬畏有加。沙卜尔本打算杀掉摩尼，但当他见到摩尼时顿时改变了自己的看法。沙卜尔对摩尼极其欣赏，问摩尼为他带来了什么，并答应再次会见摩尼。摩尼提出希望他和他的信徒在波斯全境享有充分的活动自由，沙卜尔同意了摩尼所有的要求。沙卜尔乐于与摩尼相伴，摩尼陪同沙卜尔参加了数次攻打罗马帝国的战役。260年沙卜尔俘获罗马皇帝瓦列里安时，摩尼也在场。为了让沙卜尔理解他的神学，摩尼用中古波斯文写成《沙卜拉干》一书，向沙卜尔陈述摩尼教思想。数年间，摩尼陪伴沙卜尔游历各处，作为先知出现在朝廷上，并积极与沙卜尔讨论神学思想。
在沙卜尔一世的庇护下，摩尼教的传教事业得到了飞速的发展。摩尼派遣主教末阿达和使徒帕提格、加布里亚布等进入罗马帝国传教。末阿达在罗马帝国建立了许多寺院，在亚历山大促使许多人改宗摩尼教。末阿达施行奇迹，治好了帕尔米拉王后姐妹的病，并使得城主及王室成员皈依摩尼教。加布里亚布在雷范王国与基督教徒竞争，争取到了大量信徒。摩尼又派使徒末阿莫往东方传教，末阿莫在中亚地区促使很多当地统治者改宗了摩尼教，并在那里建立起了庞大的中亚教团。

## 殉教
272年，沙卜尔一世去世。摩尼立刻与其继承者奥尔密兹德见面，商谈摩尼教相关事宜。经过友好辩论之后，摩尼得到了奥尔密兹德的许诺，摩尼教在波斯的地位维持不变。一年后，奥尔密兹德去世，继任者巴赫拉姆一世受到祆教祭司司科提尔的影响，不再实行宗教宽容政策。273年，摩尼打算前往贵霜地区，但受到阻拦，颇为沮丧地回到米希尼，登船前往泰西封。路上，摩尼对信徒作出了自己将会不久于人世的预言。次年，摩尼受到巴赫拉姆一世的传唤，命令他前往贝拉斐的朝廷。1月21日，摩尼来到贝拉斐，在城门口引起了琐罗亚斯德教祭司们的骚动。他们向大祭司科提尔控诉摩尼，科提尔又转告给国王。巴赫拉姆一世对摩尼的思想极为反感，虽然摩尼向他作出自我辩护，表示自己对帝国无害，始终坚持行善，但巴赫拉姆一世将其完全无视。摩尼表示，沙卜尔为摩尼写信给所有贵族们，要求他们帮助摩尼，不许任何伤害发生在他身上，奥尔密兹德也同样仁慈地对待摩尼教。然而巴赫拉姆一世不为所动，下令将摩尼投入狱中。摩尼在狱中口授了“最后的书信”，通过末阿莫之手向教会做了指示，并作出最后的告别。274年，摩尼因其对于琐罗亚斯德教的异端思想而被下令处死。又因他自称是耶稣的使徒，巴赫拉姆一世决定将他钉死在十字架上。其尸身被剥皮、塞以干草，悬挂在贡德沙普尔城的城门口，用以警示摩尼教徒。亦有记载说摩尼死于狱中。使徒末思信受命继承了摩尼的地位，成为了摩尼教的首任教宗。此后，巴赫拉姆一世对波斯帝国全境摩尼教徒进行镇压，信徒被迫流亡。
摩尼教的继承者们并不认为摩尼就此死去。帕提亚文文书M5569记载：如同帝王卸下盔甲与战袍、穿上另一件王袍那样，光明使者终于卸下了躯体的战袍。他坐上光明的宝船，穿上神圣的妙衣，带上花冠，在光明众神的陪伴下，在琴声和欢歌中飞升明月战车。在沙赫瑞瓦尔月第四日，星期天，11点钟，在贝拉斐城，摩尼升天而去。

## 研究書目
- 林悟殊：《中古三夷教辨證》（北京：中華書局，2005）。
- 林悟殊：《摩尼教及其東漸》（北京：中華書局，1987）。
- 馬小鶴：《摩尼教與古代西域史研究》（北京：中國人民大學出版社，2008）。
- 芮传明：《摩尼教敦煌吐鲁番文书译释与研究》（蘭州：蘭州大學出版社，2014）。
- 馬小鶴：《光明的使者：摩尼與摩尼教》（蘭州：蘭州大學出版社，2014）。